# Arjulaht
Arjulaht ist eine Bucht in der Landgemeinde Saaremaa im Kreis Saare auf der größten estnischen Insel Saaremaa. Sie bildet den hinteren Teil der Bucht Udriku laht. Sie wird von Kübassaare poolsaar und Täkksaare poolsaar 
im Osten und dem "Festland" von Saaremaa im Westen begrenzt. Sie liegt im Naturschutzgebiet Kahtla-Kübassaare hoiuala. 
In der Bucht liegen einige unbenannte Inseln.
Die Bucht ist einen Kilometer breit und schneidet sich 2,4 Kilometer tief ins Land ein.